# 1970 ve fotografii
Tento článek popisuje významné události roku 1970 ve fotografii.

## Události
- Bellovy laboratoře postavily na světě první kameru, která používala polovodičový obrazový snímač CCD.
- Diane Arbusová pořídila fotografii Jewish Giant at Home with His Parents in The Bronx, New York[1], Eddie Carmel, Židovský obr.
- Diane Arbusová pořídila fotografii Masked Woman in a Wheelchair, Pensylvánie.

## Ocenění
- World Press Photo – cena nebyla udělena
- Prix Niépce – Serge Chirol a Claude-Raimond Dityvon
- Prix Nadar – Étienne Sved, Provence des campaniles, ed. Sved Hachette
- Zlatá medaile Roberta Capy – Kjóiči Sawada (United Press International)
- Cena za kulturu Německé fotografické společnosti – Beaumont Newhall a L. Fritz Gruber
- Pulitzer Prize for Spot News Photography – Steve Starr, Associated Press, za zpravodajský snímek pořízeném na Cornell University, „Campus Guns“
- Pulitzer Prize for Feature Photography – Dallas Kinney, Palm Beach Post, Florida, „za portfolio fotografií migrujících pracovníků na Floridě Migration to Misery“

## Narození v roce 1970

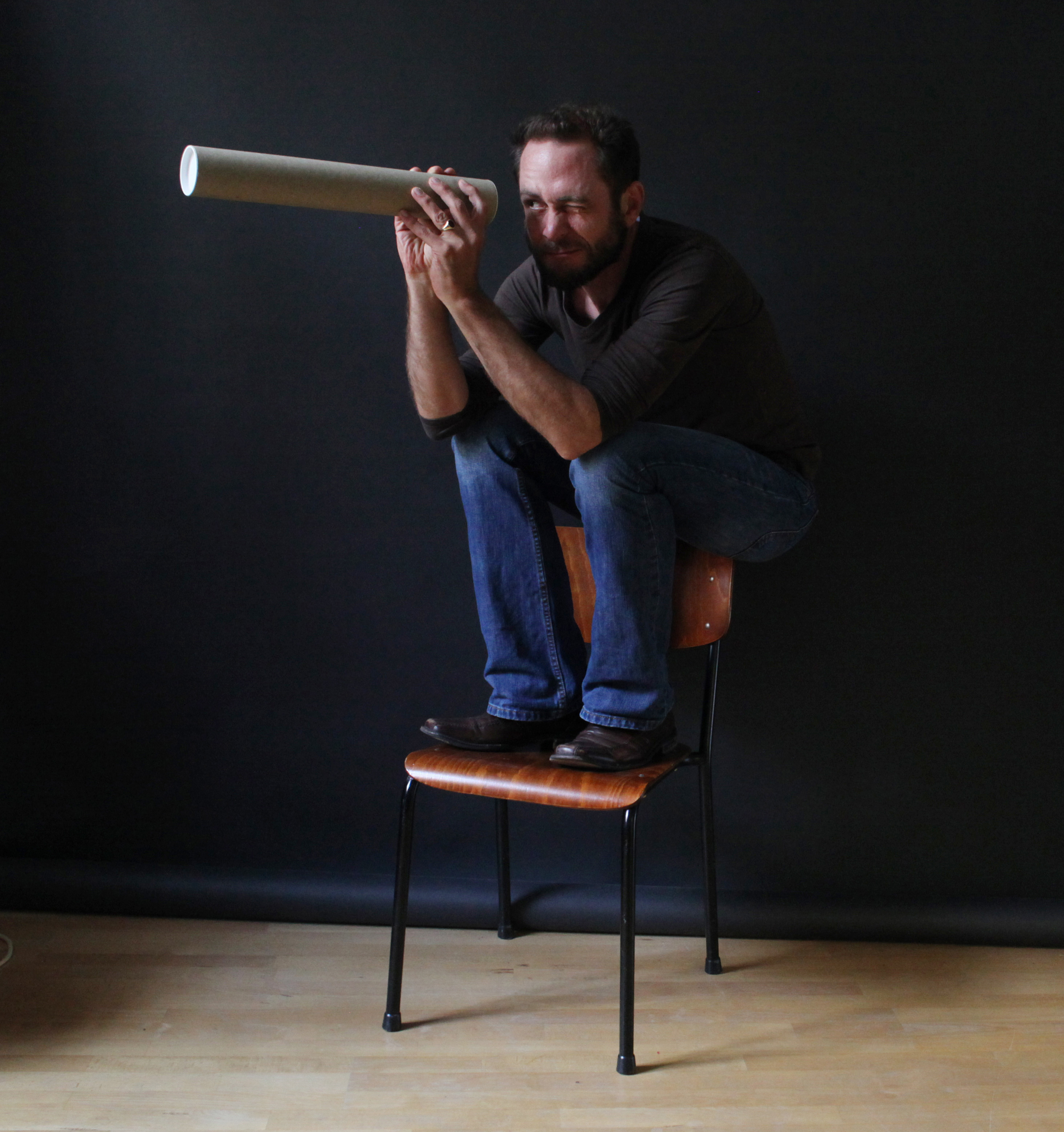
Dne 9. června se narodil německý fotograf Andreas Bohnenstengel

- 27. března – Laurent Baheux, francouzský fotograf známý pro vysoce kontrastní černobílé fotografie přírody a divoké zvěře
- 3. dubna – Torbjørn Rødland, norský fotografický umělec
- 22. dubna – Jelena Jemčuková, americká profesionální fotografka, výtvarnice a filmová režisérka ukrajinského původu, spolupracuje s The Smashing Pumpkins
- 26. dubna – Alena Dvořáková, fotografka
- 10. května – Éric Guglielmi, francouzský fotograf, redaktor a fotoreportér († 19. června 2021)
- 9. června – Andreas Bohnenstengel, německý fotograf
- 11. června – Břetislav Tureček, novinář a fotograf
- 23. června – France Keyserová, nezávislá francouzská fotografka, vizuální umělkyně a fotožurnalistka
- 13. července – Fabiano Alborghetti, italský básník, dramaturg a fotograf
- 16. července – Elke Krystufek, rakouská multidisciplinární umělkyně, známá svou provokativní a často autobiografickou tvorbou, zkoumá témata identity, sexuality a ženského těla. Zabývá se malbou, fotografií, videem, koláží, kresbou, performancemi a zvukem.
- 7. září – Oliver Weber, německý fotograf
- 5. října – David Neugebauer, český fotograf
- ? – Lalo de Almeida, brazilský dokumentární fotograf, získal několikrát první cenu v soutěži World Press Photo, jeho projekt Amazonian Dystopia se zabývá ničením amazonského deštného pralesa
- ? – Pamela J. Petersová, americká domorodá multimediální dokumentaristka z národa Navahů
- ? – Margi Geerlinksová, nizozemská fotografka, snímky digitálně upravuje
- ? – Victor Ehikhamenor, nigerijský vizuální umělec, spisovatel a fotograf
- ? – Lwin Moe, myanmarský fotograf a filmový herec
- ? – Charlotte Østervangová, dánská fotografka, novinářka a spisovatelka, žijící od roku 2009 v New Yorku
- ? – Sidi M. Sidibé, malianský fotograf
- ? – Jérôme Houyvet, francouzský fotograf
- ? – Michaël Zumstein, švýcarsko-francouzský dokumentární a novinářský fotograf

## Úmrtí v roce 1970
- 11. února – Joaquim Pla Janini, španělský fotograf (23. března 1879)
- 21. března – Hendrik Sartov, dánský fotograf a kameraman (* 14. března 1885)
- 5. dubna – Gilles Caron, fotograf (* 8. července 1939)
- 11. dubna – Rogi André, maďarsko-francouzská fotografka a umělkyně, první manželka Andrého Kertésze (* 10. srpna 1900)
- 9. května – Tošo Dabac, fotograf (* ?)
- 31. května – Vilém Heckel, český fotograf a horolezec (* 21. května 1918)
- 31. května – Jan Posselt, český fotograf (* 18. února 1885)
- 24. června – Claudi Carbonell, fotograf (* 10. března 1891)
- 27. srpna – João Cleofas Martins, kapverdský fotograf (* 28. srpna 1901)
- 25. října – Harold Mortimer-Lamb, anglo-kanadský důlní inženýr, novinář, fotograf a umělec (21. května 1872)
- 24. listopadu – Alice Seeley Harris, britská misionářka a dokumentární fotografka (* 1870)
- 10. prosince – Willem van de Poll, nizozemský fotograf (* (13. dubna 1895)
- ? – Yvonne Gregory, britská společenská fotografka, fotografka aktů a spisovatelka (* 1889)
- ? – Kristaq Sotiri, albánský fotograf (* 1883)
- ? – Elise Forrestová Harlestonová, americká černošská fotografka (* 8. února 1891)
- ? – Kjóči Sawada, japonský fotograf (* ?)
- ? – Albert Laborde, francouzský fyzik, spisovatel a fotograf (* ?)
- ? – Peter Cornelius, německý novinářský fotograf (* ?)
- ? – Veno Pilon, slovinský fotograf (* 1896)
- ? – Terushichi Hirai, japonský fotograf (* ?)
- ? – Gojmir Anton Kos, slovinský fotograf (* 1896)
- ? – Thérèse Rivière, francouzská fotografka (* ?)
- ? – Otto Kropf, německý fotograf (* 1901)
- ? – Ceferino Yanguas, španělský fotograf (* 1889)